# Uncut Diamond
The Wish è l'ottavo album dei Legs Diamond, pubblicato nel 1999 per l'etichetta discografica Zoom Club Records.
Il disco venne registrato nel 1980 e avrebbe dovuto essere il quarto album del gruppo, ma rimase irrealizzato fino al '99, anno della pubblicazione.

## Tracce
1. Winds of Fortune – 3:43
2. Between the Legs – 5:43
3. House on Fire – 2:59
4. High School Queen – 2:46
5. Symptoms of Passion – 3:33
6. Dance Hall Gigolo – 3:31
7. Shell of a Man – 3:59
8. Fight for It – 2:45
9. Hidin' – 3:21
10. Gamblin' on You – 3:01
11. My Own Game – 3:42
12. Urban Desperado – 4:07
13. Card Shark – 3:24
14. Smother Me – 3:24

## Formazione
- Rick Sanford - voce, flauto
- Roger Romeo - chitarra solista, cori
- Mike Prince - chitarra ritmica, tastiere
- Michael Diamond - basso, cori
- Jeff Poole - batteria, cori